# Nicodème Tessin le Jeune
Pour les articles homonymes, voir Tessin.
Ne doit pas être confondu avec Nicodème Tessin l'Ancien.

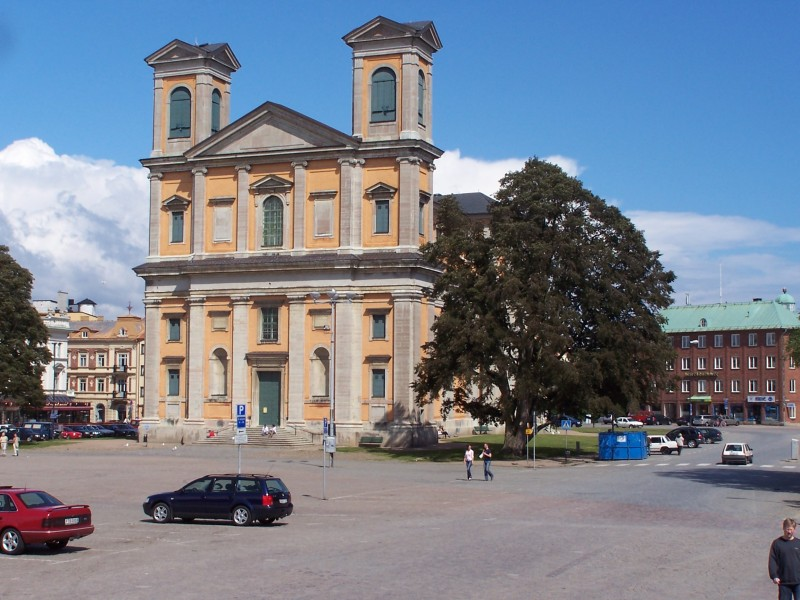
Église Fredrik à Karlskrona

Nicodème Tessin le Jeune, né à Nyköping le 23 mai 1654 et mort à Stockholm, le 10 avril 1728, est un architecte suédois.

## Biographie
Il est le fils de Nicodème Tessin l'Ancien, éminent architecte baroque suédois, qui l'initie à l'architecture.  
De 1673 à 1680, il voyage à travers l'Europe et visite l'Angleterre, la France et l'Italie. 
En Italie, avec une recommandation de la reine Christine de Suède, il étudie dans l'atelier du Bernin de 1675 à 1678.
Ce Grand Tour a eu une grande influence sur sa future production architecturale. 
À Rome en 1687, Nicomedus Tessin fréquente l'atelier du peintre Giovan Battista Gaullì dit le Baciccio.
Vers 1712 il dessine le projet d'un pavillon d'Apollon pour le château de Versailles.

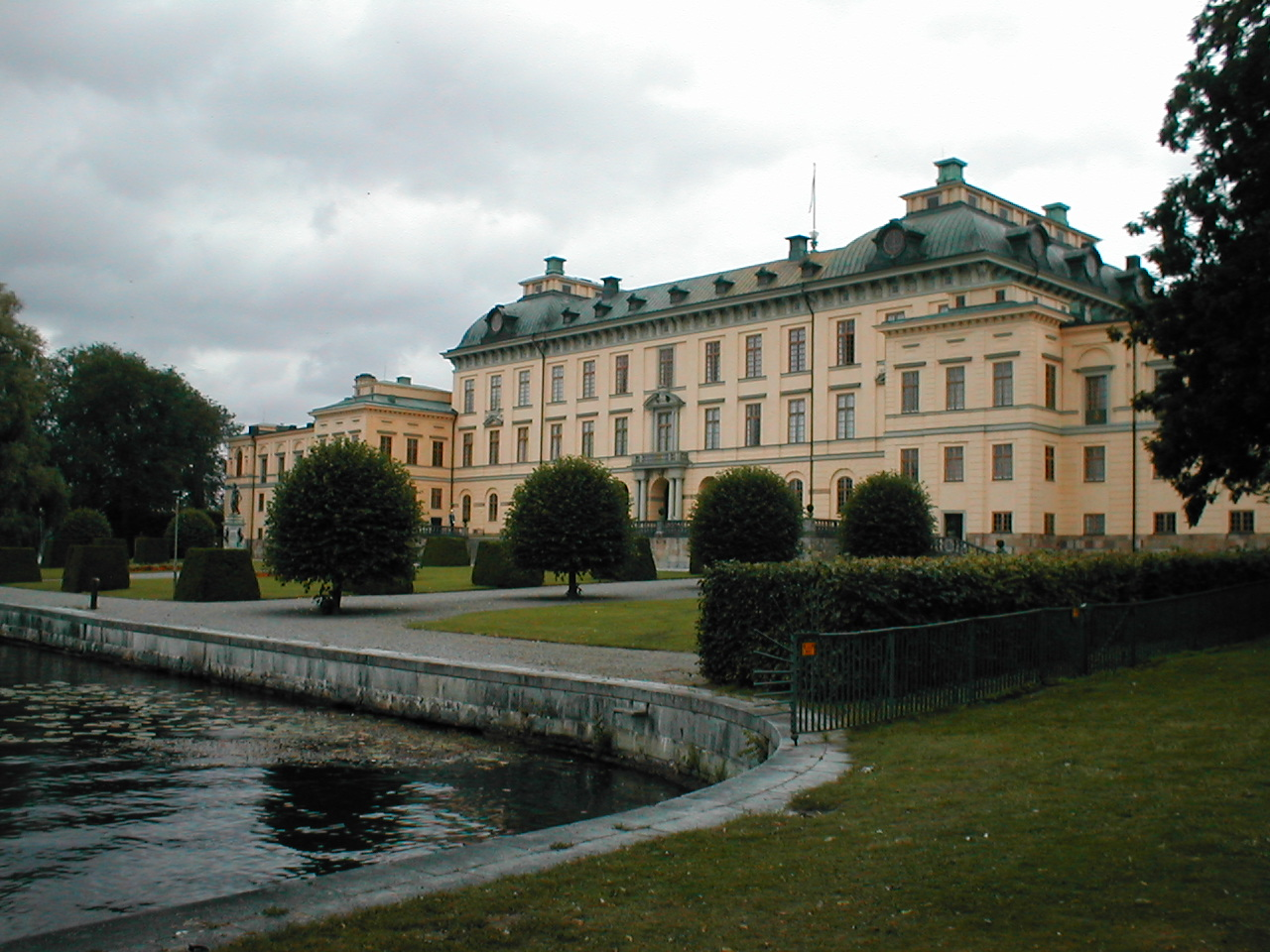
Château de Drottningholm

Sa principale réalisation est le vaste palais royal de Stockhlom, commencé en 1697. À la mort de son père, il poursuit le travail de ce dernier et achève ainsi le château de Drottningholm.

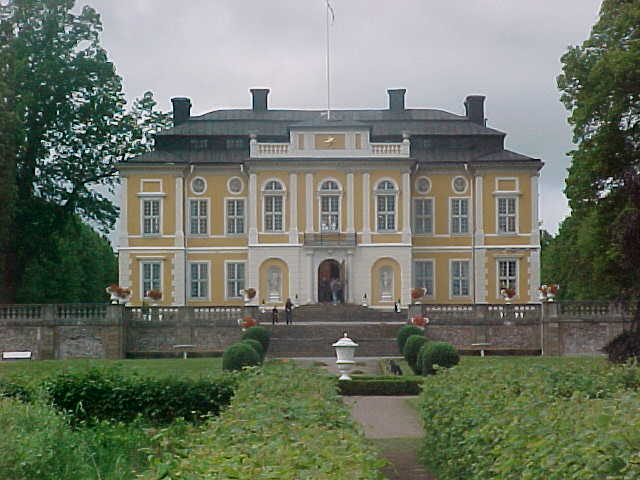
Château Steninge

## Réalisations
- Palais royal de Stockholm, où l'influence du projet de Gian Lorenzo Bernini pour le Louvre est évidente
- Palais Tessin à Stockholm (1694-1700)
- Château de Steninge (sv) (1694-98)[2]
- Église Frédéric à Karlskrona (sv)[3]
- Église de la Sainte-Trinité à Karlskrona (sv)[4]
- Achèvement du château de  Drottningholm
- Palais Gottorf à Schleswig
- Cathédrale de Västerås
- Södra stadshuset
- Château de Sturefor (sv)
- Église Ulrique-Éléonore de Söderhamn (sv)
- Église du roi Charles (sv)